# EA Sports FC 24
EA Sports FC 24 — компьютерная игра в жанре спортивного симулятора. Первая игра в серии EA Sports FC после завершения договора между EA и Международной федерацией футбола (FIFA), разработанная компанией EA Vancouver под издательством Electronic Arts. Релиз игры состоялся 29 сентября 2023 года на PC, PlayStation 4, PlayStation 5, Xbox One, Xbox Series X/S и Nintendo Switch. Окончательная версия получила весьма негативные отзывы игроков.

## Особенности игры

### Геймплей
В данной игре будет третья версия движка HyperMotion Volumetric, позволяющая машинным обучением записывать движения футболистов из реального матча в игру. Количество в игре достигнет 19 тысяч и выше движений футболистов. Помимо всего прочего, добавится технология моделей игроков EA Sports Sapien и игровые стили PlayStyles powered by Opta.

### Ultimate Team
Нововведением в знаменитую карточную игру Ultimate Team, можно отметить Ultimate Team Evolutions. Нововведение позволяет выполнять задания по эволюции карточки игрока. Там же в карточной игре появится и женский футбол с карточками футболисток.

### Режим карьеры
Новыми возможностями в данном режиме следует считать вид игрока и тренера от первого лица. Плюс к этому обновится и режим зрителя.

### Новые лиги и кубки
Игру покидают Рексем, Атлетико Насьональ, Кайзер Чифс, Орландо Пайретс, Мамелоди Сандаунз. Пополняется также и список женских лиг: Frauen-Bundesliga и Liga F. Относительно лицензий УЕФА в игре появится Молодежная Лига Чемпионов УЕФА, Лига наций УЕФА и в качестве возможного DLC UEFA Euro 2024.

## Разработка
10 мая 2022 года EA Sports и FIFA анонсировали завершение долгосрочного сотрудничества между организациями, которое оканчивалось 31 декабря 2022 года плюс продление на один год для завершения и издательства последней игры серии, FIFA 23. EA сообщила, что игровая франшиза FIFA в 2023 году будет переименована в EA Sports FC. Несмотря на это, компания заявила, что предстоящая игра в обновлённой серии сохранит лицензию на использование имён более чем 19 тысяч футболистов, 700 команд, 100 стадионов и 30 футбольных лиг. Новыми лицензиями в игре стали Лига чемпионов УЕФА среди женщин, испанская Лига F и немецкая женская Бундеслига.
Анонсируемый трейлер был опубликован 10 июля 2023 года. Прямая трансляция презентации игры в амстердамском FC Clubhouse была опубликована вместе с первым трейлером игры 13 июля 2023 года.

## Восприятие

### До выхода
Спустя несколько дней после выхода анонс трейлера предстоящей игры, многие заметили относительно плохое качество лиц персонажей и их несхожесть с реальными прототипами, что породило несколько мемов. Продюсер игры Джон Шепард ответил на критику игроков заявлением о том, что трейлер не является конечным продуктом, отметив что на релизе, графика будет «великолепна».